# Salto con gli sci al IX Festival olimpico invernale della gioventù europea
Le gare di Salto con gli sci al IX Festival olimpico invernale della gioventù europea si sono svolte dal 17 al 19 febbraio 2009 a Wisła, in Polonia.
Sono state disputate due gare maschili.

## Podi

### Ragazzi
| Evento             | Oro         | Argento            | Bronzo         |
| Trampolino normale | Peter Prevc | Vladimir Zografski | Adrian Schuler |
| Gara a squadre     | Slovenia    | Austria            | Svizzera       |